# Anatoli Vaisser
Anatoli Vaisser (Almaty, 5 de marzo de 1949) es un jugador de ajedrez francés de origen kazajo, que tiene el título de Gran Maestro desde 1985. En el ranking de la Federación Internacional de Ajedrez (FIDE) de diciembre de 2014 tenía un Elo de 2528 puntos, lo que le convertía en el jugador número 21 (en activo) de Francia y el número 64 del ranking mundial. Su máximo Elo fue de 2581 puntos, en la lista de julio de 2002 (posición 136 en el ranking mundial).

## Resultados destacados en competición
Nacido en la desaparecida República Socialista Soviética de Kazajistán, parte de la URSS, Vaisser obtuvo el título de Maestro Internacional en 1982 y el mismo año quedó primero en el Campeonato de la República Socialista Federativa Soviética de Rusia, ex aequo con Valeri Chéjov. Empató en primer lugar con Evgeny Sveshnikov en Sochi (Memorial Chigorin) en 1983, empató para los puestos 2.º-3.º con Viswanathan Anand y tras István Csom en Nueva Delhi en 1987 y, el mismo año, quedó primero en el Abierto de ajedrez de Cappelle-la-Grande, ex aequo con Anthony Kosten y Jonny Hector, victoria que repetiría en 1991, en este caso ex aequo con Matthew Sadler. Fue segundo, tras Vladimir Malaniuk, en Budapest en 1989.
Por otra parte, Vaisser ha representado a Francia desde 1991. En 1997 ganó el Campeonato de Francia en Narbona y ha sido subcampeón francés en otras dos ocasiones (1996 y 2001). Igualmente, ha jugado, representando a Francia, en dos Olimpiadas de ajedrez: en 1998, como cuarto tablero, en la Olimpiada de Elista (+2 -1 =4) y en 2002, como segundo tablero suplente, en la Olimpiada de Bled (+2 -3 =1). En 2010 Vaisser ganó la 20.ª edición del Campeonato del mundo senior y repitió el triunfo en la 23.ª edición, en 2013. En 2014 ganó nuevamente, en la categoría de más de 65 años, en el primer año en que el campeonato se celebró dividido en dos franjas de edad.